# Napoleone Ferrara
Napoleone Ferrara (Catânia, 26 de julho de 1956) é um biólogo molecular ítalo-etadunidense.